# Santurtzi
Santurtzi en basque ou Santurce en espagnol (anciennement Santurce Antiguo) est une ville et une commune de Biscaye dans la communauté autonome du Pays basque en Espagne.
Le nom officiel de la ville est Santurtzi.
La ville a près de 50 000 habitants et c'est sur le territoire de cette ville que se concentre une grande partie du port de Bilbao.

## Géographie

### District et quartiers
- 1er district: Santurtzi Zaharra, Mamariga, Mahastiak, Nafarroa, El Bullón, Kai Alde, Portalada.
- 2e district: El Campón, Txitxarra, Peñota, Coscojales, Buena Vista, Mirabueno.
- 3e district: Torquillas, Cotillo, Ranzari.
- 4e district: Kabiezes, Fontuso, Balparda-Villar.
- 5e district: San Juan del Rompeolas, San Juan de Regales.

## Patrimoine

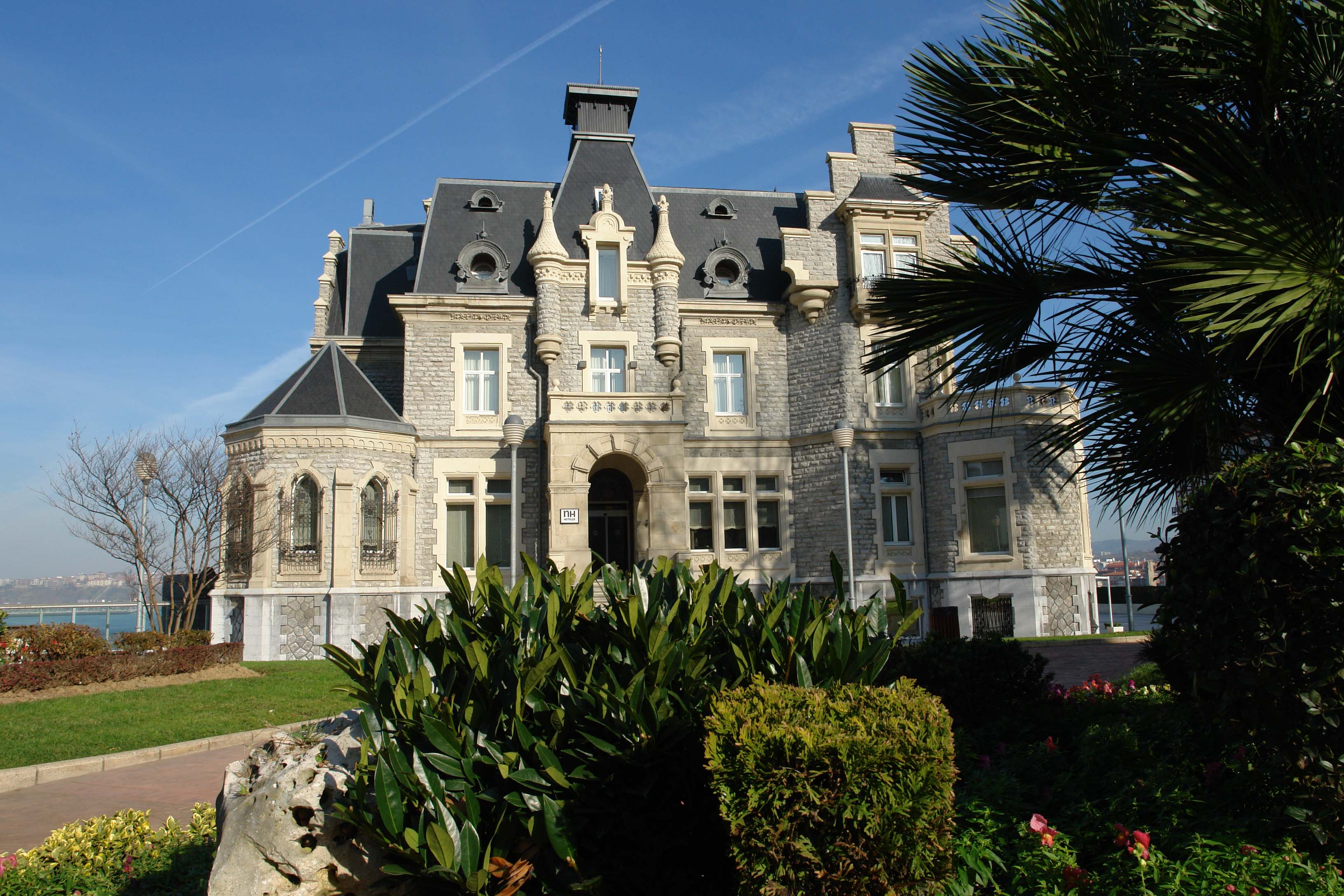
Palais d'Oriol.

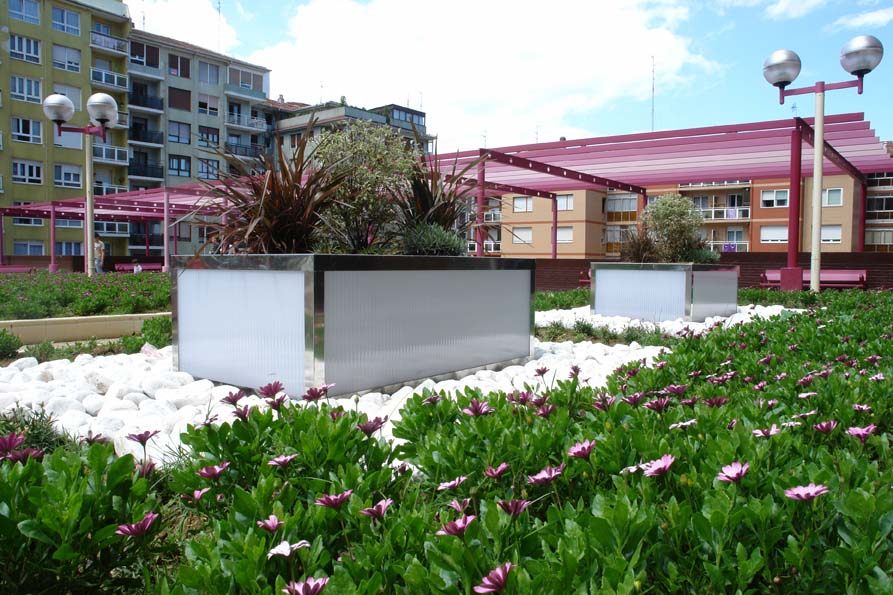
Sculptures sur la place Seigneurie de Biscaye.

## Transport
Santurtzi est sur la ligne 2 du métro de Bilbao dont elle est un terminus.

## Photos de Santurtzi

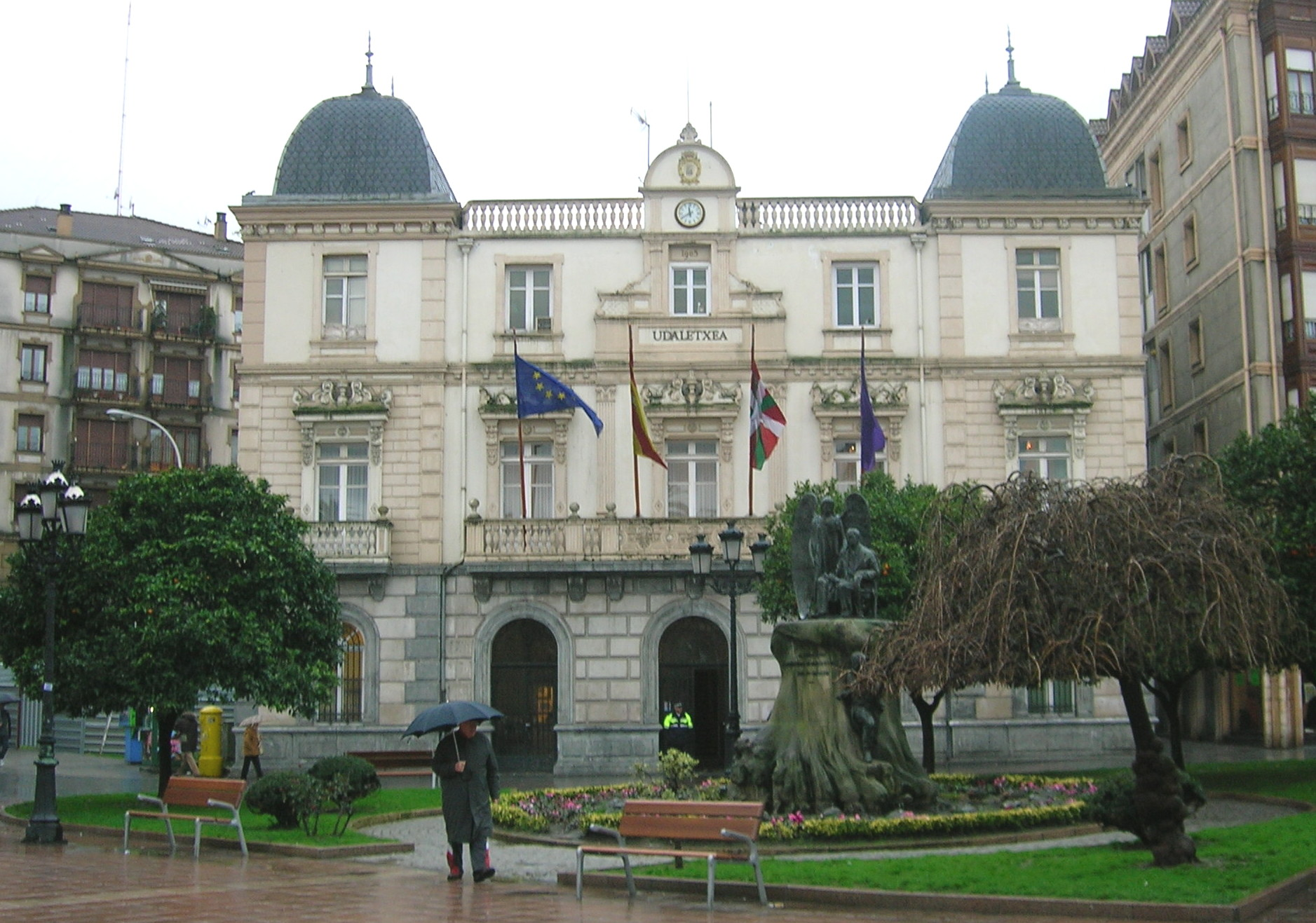
Hôtel de ville de Santurtzi.
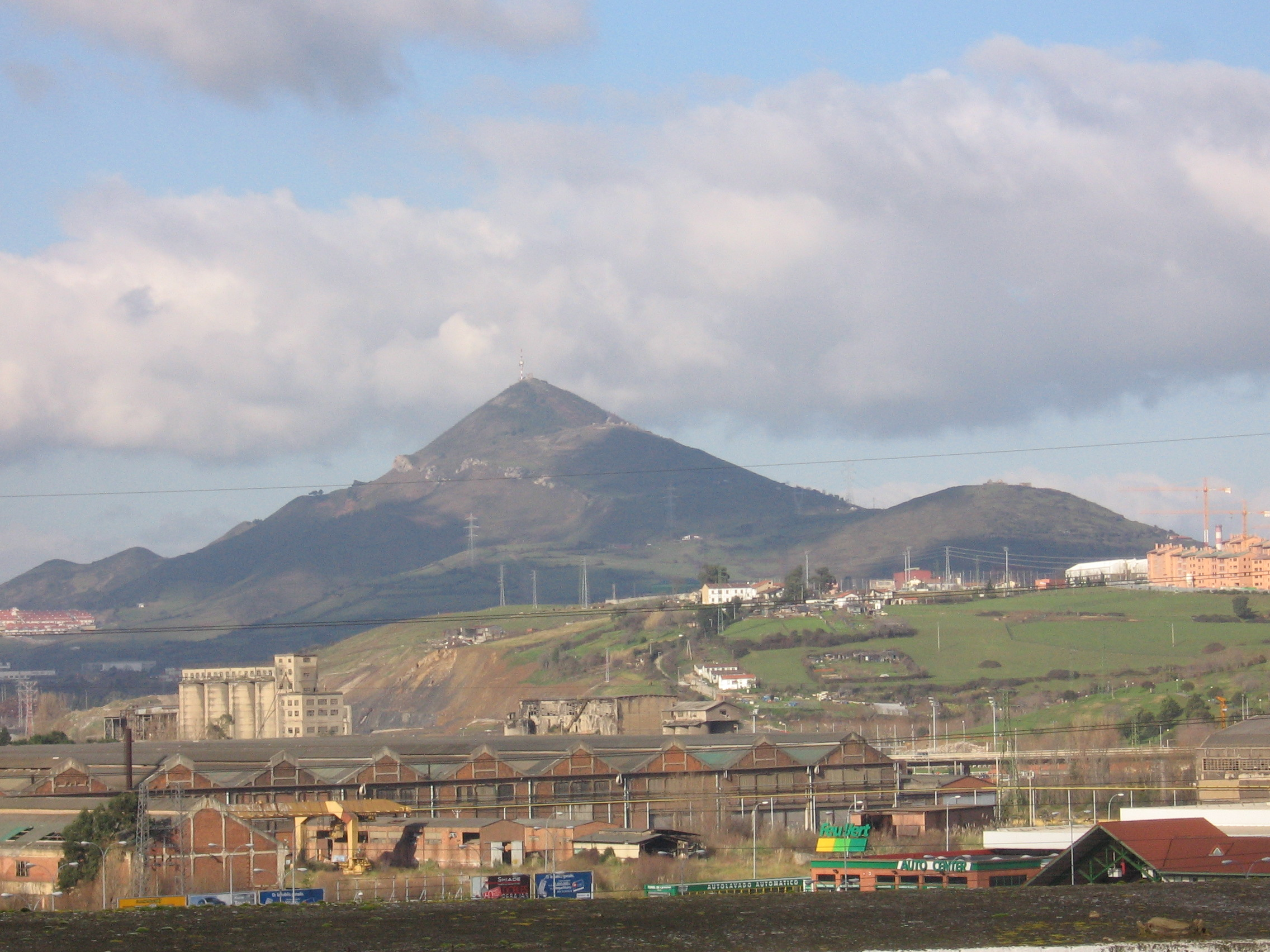
Mont Serantes (Santurtzi) depuis Barakaldo
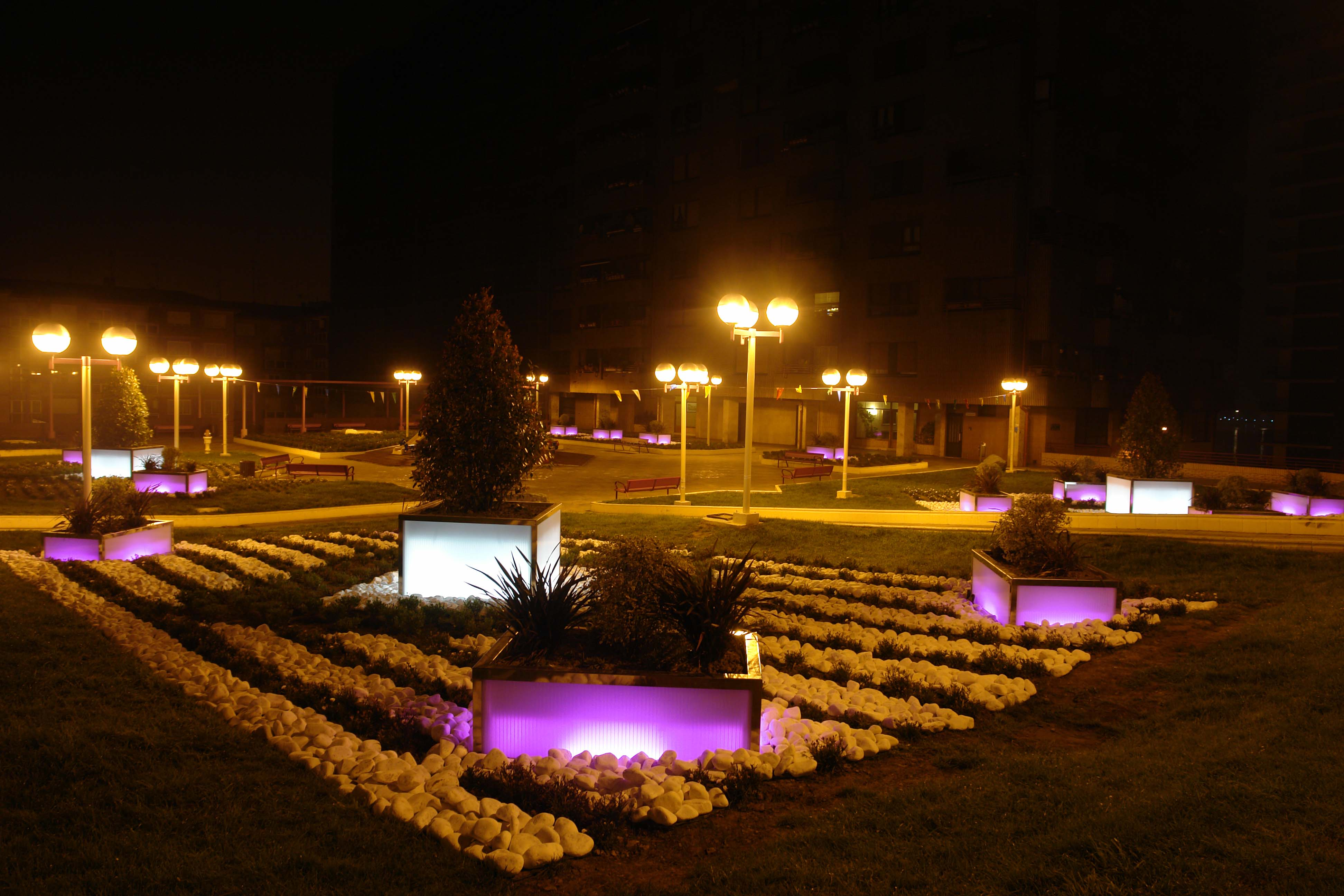
Place Seigneurie de Biscaye
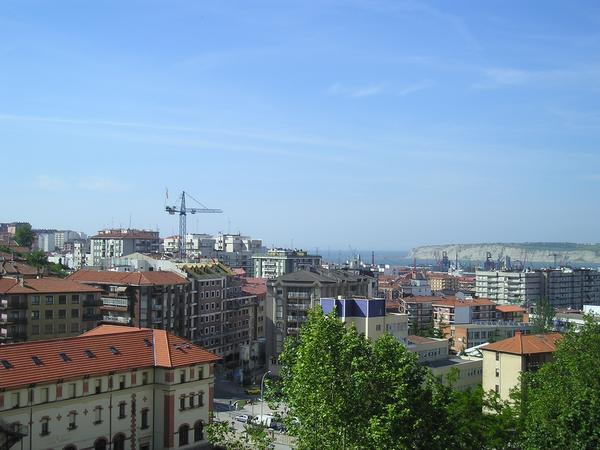
Vue depuis le mirador de Antonio Alzaga
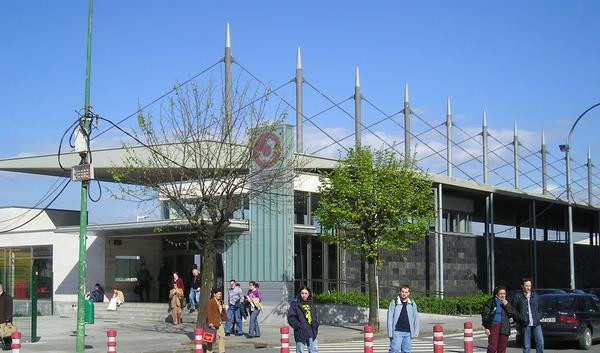
Gare de la RENFE
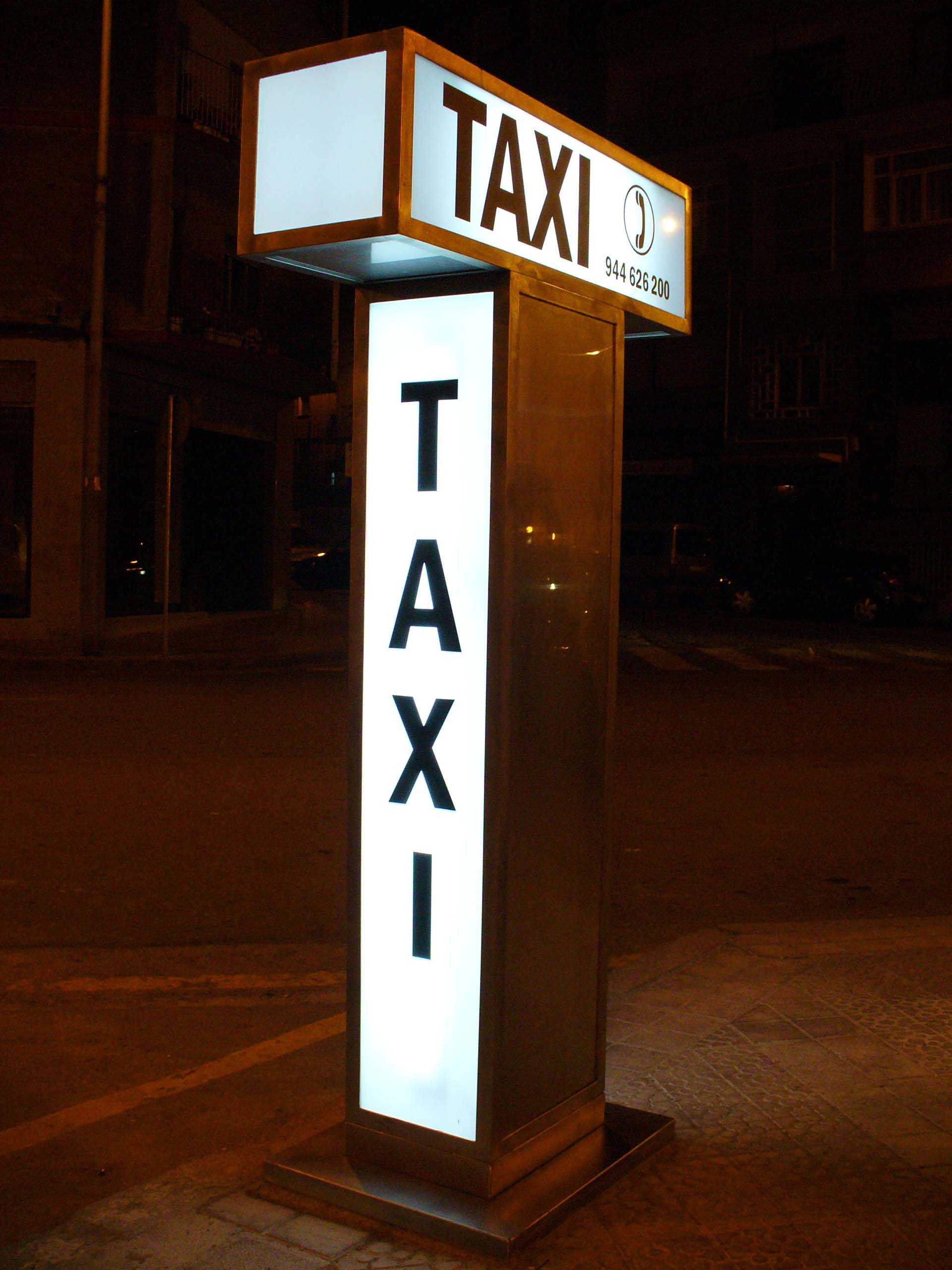
Curieuse signalisation pour l'arrêt des taxis (quartier Kabiezes)
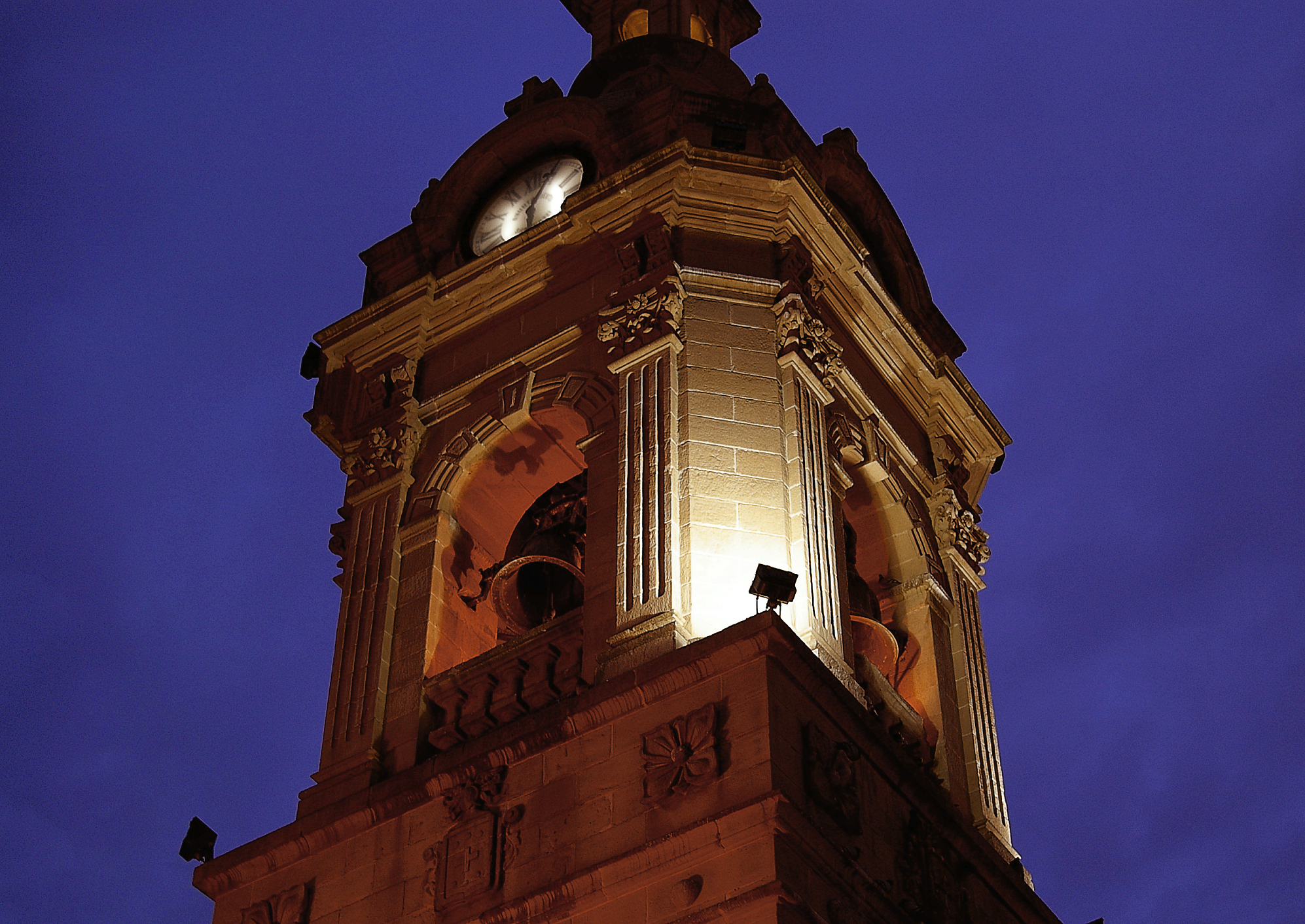
Clocher de l'église de San Jorge
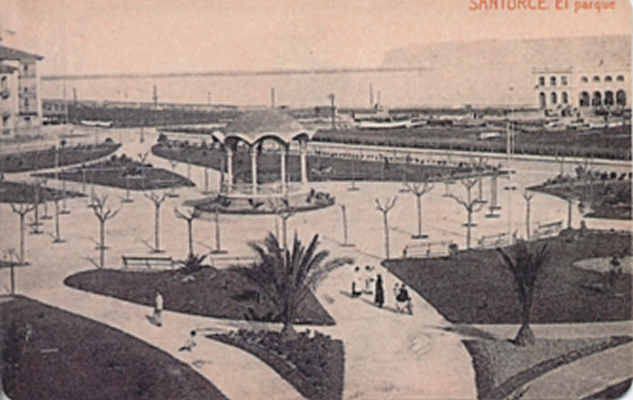
Reproduction d'une ancienne vue de la place

### Sources
- (es) Cet article est partiellement ou en totalité issu de l’article de Wikipédia en espagnol intitulé « Santurce (España) » (voir la liste des auteurs).